# Szucsányi András
Szucsányi András (Borsodnádasd, 1941. február 27. – Dunavarsány, 1970. augusztus 21.) labdarúgó, középpályás.

## Pályafutása
1961. október 29-én mutatkozott be az élvonalban az Ózdi Kohász csapatában a Dorog ellen, ahol csapata 2–1-es győzelmet aratott. 1963 és 1968 között a Diósgyőri VTK labdarúgója volt. Tagja volt az 1965-ben a Magyar Népköztársasági Kupa döntőjébe jutott csapatnak. 1968-tól az MTK labdarúgója volt. 1970. augusztus 21-én edzőtáborozás közben villámcsapás érte és meghalt. Az élvonalban összesen 151 mérkőzésen szerepelt és hat gólt szerzett. 1968-ban egy alkalommal szerepelt a magyar B-válogatottban.

## Sikerei, díjai
- Magyar bajnokság
  - 4.: 1970-tavasz
- Magyar Népköztársasági Kupa (MNK)
  - döntős: 1965